# Anna Mouglalis
Anna Mouglalis (Fréjus, 26 aprile 1978) è un'attrice e modella francese.

## Biografia
Nata a Fréjus, nel dipartimento del Var, da padre greco originario di Castelrosso (nell'Egeo Meridionale), Christian Mouglalis, e da madre francese, trascorse la prima infanzia a Fréjus, in Provenza. Ha studiato al Conservatoire national supérieur d'art dramatique di Parigi (CNSAD) sotto la direzione di Daniel Mesguich. Esordisce in teatro a Parigi nel 1997 (La Nuit du Titanic) e l'anno dopo debutta sul grande schermo con Terminale (1998) di Francis Girod. Nel 2000 è co-protagonista con Isabelle Huppert in Grazie per la cioccolata di Claude Chabrol. 
Pochi anni passati nel circuito del cinema francese le bastano per giungere a produzioni internazionali come Coco Chanel & Igor Stravinsky di Jan Kounen (2009). In Italia è interprete di Sotto falso nome di Roberto Andò (2004), Romanzo criminale di Michele Placido (2005), Mare nero di Roberta Torre (2006) e Il giovane favoloso di Mario Martone (2014). Mouglalis è anche una indossatrice. Nel 2002 è stata scelta da Karl Lagerfeld per la pubblicità del profumo Amateur Allure di Chanel.

### Vita privata
Nel 2007 ha avuto una figlia, Saul, dall'unione col regista francese Samuel Benchetrit.

## Filmografia

### Cinema
- Terminale, regia di Francis Girod (1998)
- De l'histoire ancienne, regia di Orso Miret (2000)
- La Captive, regia di Chantal Akerman (2000)
- Grazie per la cioccolata (Merci pour le chocolat), regia di Claude Chabrol (2000)
- Novo, regia di Jean-Pierre Limosin (2002)
- Le Loup de la côte Ouest, regia di Hugo Santiago (2002)
- La Vie nouvelle, regia di Philippe Grandrieux (2002)
- I segreti degli uomini (En jouant "Dans la compagnie des hommes"), regia di Arnaud Desplechin (2003)
- Sotto falso nome, regia di Roberto Andò (2004)
- En attendant le déluge, regia di Damien Odoul (2004)
- Alithini zoi, regia di Panos H. Koutras (2004)
- To oneiro tou Ikarou, regia di Costa Natsis (2005)
- Romanzo criminale, regia di Michele Placido (2005)
- Les Amants du Flore, regia di Ilan Duran Cohen – film TV (2006)
- Mare nero, regia di Roberta Torre (2006)
- J'ai toujours rêvé d'être un gangster, regia di Samuel Benchetrit (2007)
- Coco Chanel & Igor Stravinsky, regia di Jan Kounen (2009)
- Gainsbourg (vie héroïque), regia di Joann Sfar (2010)
- Mammuth, regia di Gustave de Kervern e Benoît Delépine (2010)
- Kiss of the Damned, regia di Xan Cassavetes (2012)
- La gelosia (La Jalousie), regia di Philippe Garrel (2013)
- Il giovane favoloso, regia di Mario Martone (2014)
- La donna più assassinata del mondo (La Femme la plus assassinée du monde), regia di Franck Ribière (2018)
- La scelta di Anne - L'Événement (L'Événement), regia di Audrey Diwan (2021)
- War - La guerra desiderata, regia di Gianni Zanasi (2022)

### Doppiatrice
- Mickey 17, regia di Bong Joon-ho (2025)

## Doppiatrici italiane
- Alessandra Cassioli in Mammuth, La donna più assassinata al mondo
- Chiara Colizzi in Grazie per la cioccolata
- Emanuela Rossi in Sotto falso nome
- Claudia Catani in Romanzo criminale
- Veronica Rega in La gelosia
- Viola Graziosi in Il giovane favoloso